# Martin Freeman
Martin John C. Freeman (Aldershot, Anglia, 1971. szeptember 8. –) BAFTA- és Primetime Emmy-díjas angol színész. 
Ismertebb televíziós szerepei közé tartozik Tim Canterbury a BBC A hivatal (2001–2003), valamint dr. Watson a Sherlock (2010–2017) című sorozataiban. Feltűnt a Fargo első évadjában is (2014). 
A mozivászonról Zsákos Bilbó szerepében ismert a Peter Jackson által rendezett A hobbit című új-zélandi filmsorozatban. Egyéb, fontosabb filmszereplései voltak az Igazából szerelem (2003), a Galaxis útikalauz stopposoknak (2005) és a Karácsonyi misztérium (2009) című művekben. 
2016 óta Everett K. Rosst alakítja a Marvel-moziuniverzum filmjeiben: Amerika Kapitány: Polgárháború (2016), Fekete párduc (2018) és Fekete Párduc 2. (2022). A szerepet a 2023-as Titkos invázió című minisorozatban is megismételte.

## Fiatalkora
1971. szeptember 8-án született Angliában, a hampshire-i Aldershotban. Tengerész édesapja, Geoffrey és anyja, Philomena Freeman gyermekkorában elváltak, és amikor Freeman tízéves volt, apja szívrohamban meghalt. Az öt gyermek közül ő volt a legfiatalabb. Freemant római katolikusként nevelték. Kiskorában asztmás volt, csípőjét pedig műteni kellett. Mielőtt a Central School of Speech and Drama növendéke lett katolikus iskolába járt. Bátyja, Tim Freeman a Frazier Chorus zenekar énekese volt. Másik testvére, Jamie Freeman énekes-dalszövegíró és weblaptervező 2022-ben halt meg.
A Who Do You Think You Are? 2009. augusztus 19-i részében kiderült, hogy nagyapja, Leonard W. Freeman önkéntes katonaorvos volt a második világháborúban. Észak-Franciaországban halt meg 1940. május 24-én egy Stuka-támadásban. Egységét két nappal később evakuálták Dunkerque-ből.
Leonard apja, Richard vakon született, zongorahangolóként és orgonistaként dolgozott a West Tarring-i Szent András-templomban, majd zenetanár lett Kingston upon Hull-ban.

## Színészi pályafutása
15 évesen csatlakozott egy színjátszókörhöz, de csak 17 évesen döntött úgy, hogy a színészetet választja hivatásául. Freeman legkevesebb tizennyolc televíziós sorozatban, tizennégy színházi produkcióban és számos rádióműsorban szerepelt. Az ismertséget A hivatal sorozat egyik főszerepe, Tim Canterbury hozta meg, majd a Barkácsbolt című szitkomban kapott főszerepet. Ezek mellett Freeman számos játékfilmben is feltűnt, így 2002-ben Sacha Baron Cohen oldalán az Ali G Indahouse-ban és 2003-ban Richard Curtis Igazából szerelem című filmjében. Vígjátékszerepei mellett drámai karaktereket is vállalt, ő játszotta például Lord Shaftesburyt a BBC 2003-as történelmi filmjében, a II. Károly: Erő és szenvedélyben. Rövid szerepe volt az Ilyen az élet második évadjának első részében, főszereplő volt a Robinsonék című BBC-sorozatban, valamint cameoszerepet kapott a Black Books első részében.
Szintén cameózott a 2007-es Vaskabátokban, a Haláli hullák hajnala írói, Simon Pegg és Edgar Wright filmjében, mely filmben pedig Yvonne barátjaként egysoros szerepe volt. Szerepelt a Gavin Claxton írta és rendezte 2007-es Dzsembori című filmben, és ugyanebben az évben feltűnt Roger Lloyd Pack, Jamie Hogarth és Christopher Mellows mellett a The Last Laugh című színházi előadásban.
Szerepelt a Faith No More „I Started a Joke”-feldolgozásának videóklipjében. 2009 májusában a Boy Meets Girl című minisorozatban volt látható. A The Girl Is Mime című 48 órás filmprojekt főszereplője. Freeman játssza John H. Watsont a BBC Sherlock című sorozatában, mely modern környezetbe helyezi a Sherlock Holmes-történeteket. Az első rész, a „Rózsaszín tanulmány” 2010. július 25-én került adásba, és nagy kritikai elismerést ért el. Freemant alakításáért BAFTA-díjjal jutalmazták 2011-ben.
Freeman volt Zsákos Bilbó Peter Jackson háromrészes A hobbit-filmjében. Alakítása a film egyik kritikailag nagyra értékelt eleme lett, több díjat is nyert. 2014-ben a Fargo című televíziós sorozat első évadában alakított főszerepet. 2017-től a Marvel filmes univerzumában is szerepet kapott, mint Everett K. Ross, több filmben és sorozatban is eljátszotta a szerepet. 2020-tól 2023-ig a Bezzegszülők című, részben saját élményein alapuló sorozatban játszotta a főszerepet és volt annak producere.

## Magánélete
Freeman London Belsize Park városrészében él. Korábban élettársával, Amanda Abbington színésznővel Hertfordshire-ben élt, akivel a Channel 4 Men Only című műsorában találkoztak 2000-ben. Egy fiuk és egy lányuk született, és rendszeresen szerepeltek együtt különböző produkciókban mint a Picking Up The Pieces, a Sherlock sorozat, A tartozás, a Robinsonék és a Dzsembori. 2016. december 22-én jelentették be, hogy a pár különvált.
Peszketáriánus, tehát vegetáriánus étrendjét gyakran egészíti ki tenger gyümölcseivel. Közeli barátja Simon Pegg színésznek, aki a fiának a keresztapja. A brit mod szubkultúra követője, egyik mintaképének Paul Wellert nevezte meg.
Freeman a Motown-zene szerelmese, és interjút készített Smokey Robinsonnal a The Culture Show egyik adásában 2009-ben.
Politikailag a Munkáspárt elkötelezett szavazója. Fiatalkorában a párt mára már nem létező Militáns csoportját támogatta, és önkénteskedett az ifjúszocialistáknál is. 

## Filmográfia

### Film
| Év   | Magyar cím                     | Eredeti cím                               | Szerep                | Magyar hang         |
| ---- | ------------------------------ | ----------------------------------------- | --------------------- | ------------------- |
| 1998 |                                | I Just Want to Kiss You (rövidfilm)       | Frank                 |                     |
| 2000 | Bohém London                   | The Low Down                              | Solomon               |                     |
| 2001 |                                | Fancy Dress (rövidfilm)                   | kalóz                 |                     |
| 2002 | Ali G Indahouse                | Ali G Indahouse                           | Richard Cunningham    | Kálloy Molnár Péter |
| 2002 | Ali G Indahouse                | Ali G Indahouse                           | Richard Cunningham    | Bartucz Attila      |
| 2003 | Igazából szerelem              | Love Actually                             | John                  | Kapácsy Miklós      |
| 2004 | Haláli hullák hajnala          | Shaun of the Dead                         | Declan (cameo)        |                     |
| 2004 |                                | Call Register (rövidfilm)                 | Kevin                 |                     |
| 2005 | Galaxis útikalauz stopposoknak | The Hitchhiker's Guide to the Galaxy      | Arthur Dent           | Görög László        |
| 2005 |                                | Blake's Junction 7 (rövidfilm)            | Vila                  |                     |
| 2006 | Konfetti                       | Confetti                                  | Matt                  | Fesztbaum Béla      |
| 2006 | Bűnös viszonyok                | Breaking and Entering                     | Sandy Hoffmann        | Holl Nándor         |
| 2007 | Nélküled nem megy              | Dedication                                | Jeremy                | Juhász György       |
| 2007 | Az álomnő                      | The Good Night                            | Gary Shaller          | Zámbori Soma        |
| 2007 | Vaskabátok                     | Hot Fuzz                                  | őrmester              | Bodrogi Attila      |
| 2007 |                                | Lonely Hearts (rövidfilm)                 | malac (hangja)        |                     |
| 2007 | Dzsembori                      | The All Together                          | Chris Ashworth        |                     |
| 2007 |                                | Rubbish (rövidfilm)                       | Kevin                 |                     |
| 2007 | Éjjeli őrjárat                 | Nightwatching                             | Rembrandt             | Bartucz Attila      |
| 2008 |                                | Rembrandt's J'Accuse...! (dokumentumfilm) | Rembrandt             |                     |
| 2009 |                                | HIV: The Musical (rövidfilm)              | James McKenzie        |                     |
| 2009 | Karácsonyi misztérium          | Nativity!                                 | Paul Maddens          | Király Attila       |
| 2009 |                                | Swinging with the Finkels                 | Alvin Finkel          |                     |
| 2010 | Rakoncátlan célpont            | Wild Target                               | Hector Dixon          | Stohl András        |
| 2010 | Rakoncátlan célpont            | Wild Target                               | Hector Dixon          | Kárpáti Levente     |
| 2011 | Számos pasas                   | What's Your Number?                       | Simon                 | Seder Gábor         |
| 2012 | Kalózok! – A kétballábas banda | The Pirates! Band of Misfits              | kalóz sálban (hangja) |                     |
| 2012 | A hobbit: Váratlan utazás      | The Hobbit: An Unexpected Journey         | Zsákos Bilbó          | Görög László        |
| 2013 | A hobbit: Smaug pusztasága     | The Hobbit: The Desolation of Smaug       | Zsákos Bilbó          | Görög László        |
| 2013 | Világvége                      | The World's End                           | Oliver Chamberlain    | Görög László        |
| 2013 |                                | Svengali                                  | Don                   |                     |
| 2013 | A Mikulás-mentőakció           | Saving Santa                              | Bernát (hangja)       | Görög László        |
| 2014 | A hobbit: Az öt sereg csatája  | The Hobbit: The Battle of the Five Armies | Zsákos Bilbó          | Görög László        |
| 2016 | Afganisztáni víg napjaim       | Whiskey Tango Foxtrot                     | Iain MacKelpie        | Görög László        |
| 2016 | Afganisztáni víg napjaim       | Whiskey Tango Foxtrot                     | Iain MacKelpie        | Kapácsy Miklós      |
| 2016 | Amerika Kapitány: Polgárháború | Captain America: Civil War                | Everett K. Ross       | Görög László        |
| 2017 |                                | Ghost Stories                             | Mike Priddle          |                     |
| 2017 |                                | Cargo                                     | Andy Rose             |                     |
| 2018 | Fekete Párduc                  | Black Panther                             | Everett K. Ross       | Görög László        |
| 2019 | Az ügynöknő                    | The Operative                             | Thomas                | Görög László        |
| 2019 | Örömóda                        | Ode to Joy                                | Charlie               | Görög László        |
| 2019 | Karácsonyi ének                | A Christmas Carol                         | Bob Cratchit (hangja) |                     |
| 2022 | Fekete Párduc 2.               | Black Panther: Wakanda Forever            | Everett K. Ross       | Görög László        |
| 2023 | A csontok királynője           | Queen of Bones                            | Malcolm Brass         | Görög László        |
| 2024 | Csábító leckék                 | Miller's Girl                             | Jonathan Miller       | Görög László        |

### Televízió
| Év        | Magyar cím                    | Eredeti cím                           | Szerep                      | Megjegyzések                                                                |
| --------- | ----------------------------- | ------------------------------------- | --------------------------- | --------------------------------------------------------------------------- |
| 1997      |                               | The Bill                              | Craig Parnell               | 1 epizód                                                                    |
| 1997      | Ilyen az élet                 | This Life                             | Stuart                      | 1 epizód                                                                    |
| 1998      | Baleseti sebészet             | Casualty                              | Ricky Beck                  | 1 epizód                                                                    |
| 1998      |                               | Picking up the Pieces                 | Brendan                     | 1 epizód                                                                    |
| 2000      |                               | Bruiser                               | több szerep                 | 6 epizód                                                                    |
| 2000      |                               | Lock, Stock…                          | Jaap                        | 2 epizód                                                                    |
| 2000      |                               | Black Books                           | doktor                      | 1 epizód                                                                    |
| 2001      |                               | Men Only                              | Jamie                       | tévéfilm                                                                    |
| 2001      |                               | World of Pub                          | több szerep                 | 6 epizód                                                                    |
| 2001–2003 | A hivatal                     | The Office                            | Tim Canterbury              | 14 epizód                                                                   |
| 2002      |                               | Helen West                            | DC Stone                    | 3 epizód                                                                    |
| 2002      |                               | Linda Green                           | Matt                        | 1 epizód                                                                    |
| 2003      | A tartozás                    | The Debt                              | Terry Ross                  | tévéfilm                                                                    |
| 2003      |                               | Margery and Gladys                    | D.S. Stringer               | tévéfilm                                                                    |
| 2003      | II. Károly: Erő és szenvedély | Charles II: The Power and The Passion | Lord Shaftesbury            | minisorozat                                                                 |
| 2003–2004 | Barkácsbolt                   | Hardware                              | Mike                        | 12 epizód                                                                   |
| 2004      | Oroszlánbecsület              | Pride                                 | Fleck (hangja)              | tévéfilm                                                                    |
| 2005      | Robinsonék                    | The Robinsons                         | Ed Robinson                 | 6 epizód                                                                    |
| 2007      |                               | Comedy Showcase                       | Greg Wilson                 | 1 epizód                                                                    |
| 2007      |                               | The Old Curiosity Shop                | Mr. Codlin                  | tévéfilm                                                                    |
| 2008      |                               | When Were We Funniest?                | önmaga                      | 4 epizód                                                                    |
| 2009      |                               | Boy Meets Girl                        | Danny Reed                  | minisorozat                                                                 |
| 2009      |                               | Micro Men                             | Chris Curry                 | tévéfilm                                                                    |
| 2010–2017 | Sherlock                      | Sherlock                              | John H. Watson              | - 13 epizód - magyar hangja: - Görög László                                 |
| 2014–2015 | Fargo                         | Fargo                                 | Lester Nygaard              | - 11 epizód - magyar hangja: - Pusztaszeri Kornél                           |
| 2014      | Saturday Night Live           | Saturday Night Live                   | önmaga (házigazda)          | 1 epizód                                                                    |
| 2014      |                               | The Life of Rock with Brian Pern      | Brian Pern fiatalon         | 1 epizód                                                                    |
| 2015      |                               | Stick Man                             | Stick Man (hangja)          | tévéfilm                                                                    |
| 2015      | Az Eichmann Show              | The Eichmann Show                     | Milton Fruchtman            | tévéfilm                                                                    |
| 2015      | Robotcsirke                   | Robot Chicken                         | Parris tiszteletes (hangja) | 1 epizód                                                                    |
| 2015      |                               | Toast of London                       | önmaga                      | 1 epizód                                                                    |
| 2016–2017 | StartUp                       | StartUp                               | Phil Rask                   | - 20 epizód - magyar hangja: - Görög László                                 |
| 2017      |                               | Carnage: Swallowing the Past          | Jeff                        | tévéfilm                                                                    |
| 2018      |                               | To Provide All People                 | kardiológus                 | tévéfilm                                                                    |
| 2019      |                               | A Confession                          | Steve Fulcher nyomozó       | minisorozat (6 epizód)                                                      |
| 2020      |                               | Talking Heads                         | Graham                      | 1 epizód                                                                    |
| 2020–2023 | Bezzegszülők                  | Breeders                              | Paul Worsley                | - főszereplő - megalkotó és vezető producer - magyar hangja: - Görög László |
| 2021      | Kacsamesék                    | DuckTales                             | Poe De Spell (hangja)       | - 2 epizód - magyar hangja: - Kisfalusi Lehel                               |
| 2022      |                               | Angelyne                              | Harold Wallach              | 3 epizód                                                                    |
| 2022–     | A rendfenntartó               | The Responder                         | Chris                       | - 5 epizód - magyar hangja: - Görög László                                  |
| 2023      | Titkos invázió                | Secret Invasion                       | Everett K. Ross             | - 2 epizód - magyar hangja: - Görög László                                  |

## Díjai
| Év   | Mű                                | Díj                          | Kategória                                                | Eredmény |
| ---- | --------------------------------- | ---------------------------- | -------------------------------------------------------- | -------- |
| 2002 | A hivatal                         | British Comedy Awards        | legjobb vígjátékszínész                                  | Jelölve  |
| 2004 | A hivatal (karácsonyi adás)       | Televíziós BAFTA             | legjobb vígjátékszereplő                                 | Jelölve  |
| 2004 | A hivatal (karácsonyi adás)       | British Comedy Awards        | legjobb televíziós vígjátékszínész                       | Jelölve  |
| 2004 | Igazából szerelem                 | Phoenixi Filmkritikusok Díja | legjobb szereplőgárda                                    | Jelölve  |
| 2004 | Barkácsbolt                       | Rose d’Or                    | legjobb vígjátékszínész                                  | Elnyerte |
| 2011 | Sherlock                          | Televíziós BAFTA             | legjobb férfi mellékszereplő                             | Elnyerte |
| 2012 | Sherlock                          | Televíziós BAFTA             | legjobb férfi mellékszereplő                             | Jelölve  |
| 2012 | Sherlock („Botrány Belgráviában”) | főműsoridős Emmy-díj         | legjobb férfi mellékszereplő (minisorozat vagy tévéfilm) | Jelölve  |

## Fordítás
- Ez a szócikk részben vagy egészben  a   Martin Freeman című angol Wikipédia-szócikk ezen változatának fordításán alapul.  Az eredeti cikk szerkesztőit annak laptörténete sorolja fel. Ez a jelzés csupán a megfogalmazás eredetét és a szerzői jogokat jelzi, nem szolgál a cikkben szereplő információk forrásmegjelöléseként.